# Geschäftsgang
Als Geschäftsgang wird der Verfahrensablauf einer Behörde vom Posteingang über die Bearbeitung bis zum Postausgang verstanden. Der Geschäftsgang ist ein festgelegter Prozess, gemäß dem ein Geschäftsvorfall in einer öffentlichen Stelle bearbeitet wird. Ausgelöst wird er durch ein Ereignis, beispielsweise ein Schreiben, das bei der öffentlichen Stelle eingeht. Wesentlich für den Geschäftsgang ist, dass die Steuerung und die Dokumentation des Arbeitsprozesses direkt miteinander verknüpft sind. Da öffentliche Verwaltungen ihr Handeln am Rechtsstaatsprinzip auszurichten haben, müssen sie diese jederzeit für Dritte nachvollziehbar, dauerhaft dokumentieren. Für die öffentlichen Stellen des Bundes regeln dies die Gemeinsame Geschäftsordnung der Bundesministerien (GGO) und ihre Ergänzung, die Registraturrichtlinie (RegR). Die Bundesländer regeln ihre Geschäftsgänge selbst.
Hierzu muss eine klare Aufgabenverteilung, die Standardisierung von Bearbeitungsschritten sowie Schriftlichkeit und eine weitgehend formalisierte Kommunikation existieren und die Federführung festgelegt werden. Im Geschäftsgang kann mit Verfügungstechnik, der Vergabe von Aktenzeichen und Aktenvermerken gearbeitet werden.

## Austausch der Beteiligten
Die bekanntesten Arten sind Umlaufverfahren und sternförmige Beteiligung. Das Umlaufverfahren ermöglicht, sich bei der Bearbeitung auf die Bearbeitungsschritte der zuvor Beteiligten zu beziehen.
Bei der sternförmigen Verteilung werden alle anderen sachlich oder hierarchisch zuständigen Organisationseinheiten/Behörden gleichzeitig beteiligt. Dieses Vorgehen eignet sich insbesondere, wenn die Bearbeitungsschritte der Beteiligten nicht aufeinander aufbauen müssen.

## Pflicht zur Aktenführung
Alle relevanten Dokumente müssen vorhanden und in einem logischen Zusammenhang nachgehalten sein; ebenso alle Informationen, die den Arbeitsprozess selbst betreffen vor allem wer, wann, in welcher Funktion und in welcher Form beteiligt war.

## Geschäftsgangsvermerk
Ein Geschäftsgangsvermerk dient der Steuerung des Geschäftsgangs. Er ist eine Kurzbezeichnung einzelner Arbeitsschritte, die am Dokument angebracht werden wie beispielsweise „erl.“ für „Anweisung ist erledigt“. In Papierakten oder -vorgängen zeigt die Farbe des verwendeten Stifts die Funktion des Schreibers an. Im elektronischen Bereich werden die wesentlichen Daten (Person, Funktion und Datum) meist automatisch mitgelesen und erfasst.

## Verfügungen
Gesteuert wird der Geschäftsvorgang durch Verfügungen. In elektronischen oder digitalen System können diese der adressierten Person in einem systemeigenen „Arbeitsvorrat“ oder „Postfach“ bzw. E-Mail-Postfach erscheinen.
Notwendige Verfügungen können in digitale Systeme fest eingearbeitet sein, sodass auch derjenige, der den Prozess startet, ihn nicht mehr bewusst durch Verfügungen steuert, sondern diese automatisiert geschehen.

## Schlusszeichnung
Ein Vorgang wird mit der Schlusszeichnung beendet und in Form und Inhalt vom Unterzeichner verantwortet. Die Verantwortung kann inhaltlich-sachlich oder hierarchisch übernommen werden.